# Josef Gülpers

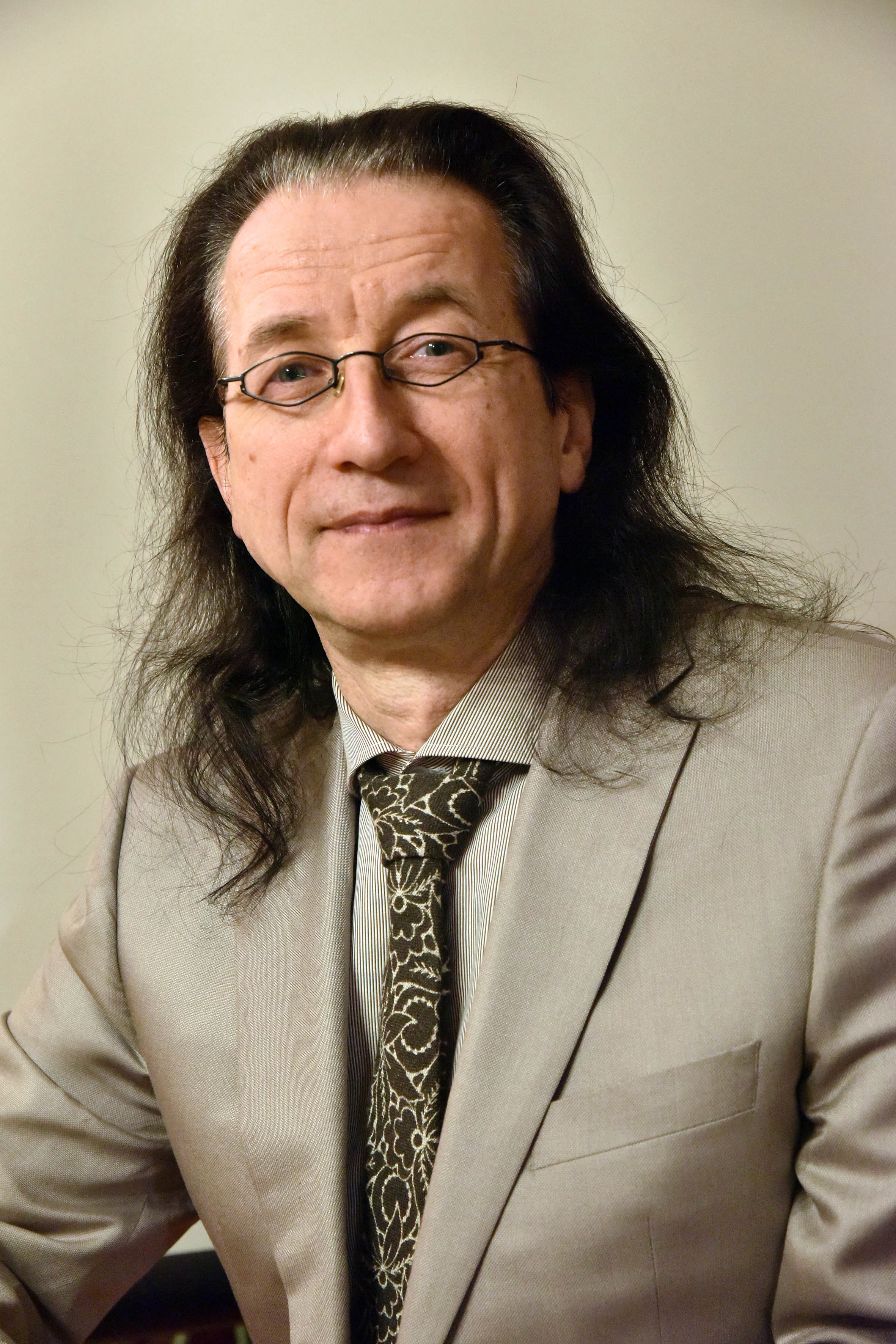
Josef Gülpers

Josef Gülpers (* 24. Januar 1960 in Aachen) ist ein deutscher Kunsthistoriker, Musiker, Kunstsammler und Schriftsteller.

## Leben
Nach dem Abschluss der Hauptschule im Jahr 1974 begann Gülpers eine Lehre zum Bäcker, die er mit der Gesellenprüfung im Jahr 1977 beendete. Während der Lehrzeit entdeckte er für sich die Musik, nahm Gitarrenunterricht und gründete mit einem Freund eine Band, die sich mit dem Anstieg der Auftritte in Schulen, Vereinen und Stadtfesten nach und nach erweiterte. Nach dem Erhalt des Gesellenbriefes arbeitete Gülpers weiter im Bäckerberuf, verlor jedoch nicht seine Beziehung zur Musik. Parallel besuchte er in Abendkursen die Meisterschule, die er als einer der jüngsten 1981 als Bäckermeister abschloss. Gülpers nahm anschließend Unterricht im klassischen Gesang und begann neben dem Spielen der Gitarre auch das Klavierspiel zu erlernen. Er erwarb einen alten Bechstein-Flügel und baute im Elternhaus das Dachgeschoss zu einem Tonstudio aus. Zur selben Zeit entdeckte er sein Interesse an der bildenden Kunst und begann eine Kunstsammlung mit Exponaten von Künstlern aus verschiedenen Kunstepochen aufzubauen.
Mit der Zeit ließen sich Arbeit, Gelderwerb, Kunstkäufe und Musik nicht mehr miteinander vereinbaren, so dass er mit 24 Jahren seinen Bäckerberuf aufgab. Ab 1984 besuchte er ein Abendgymnasium und schloss dieses 1987 mit dem Abitur ab. Obwohl Gülpers sich für die Ausübung der Musik und für Musikwissenschaften sehr interessierte, entschied er sich für ein Lehramtsstudium und schrieb sich 1987 an der Universität Bonn für die Fächer Latein und Geschichte ein. Nach einem Semester wechselte er von Latein auf Deutsch. Den Schwerpunkt seiner Ausbildung in Geschichte und Deutsch legte er im didaktischen Bereich auf die museumspädagogische Arbeit.
Parallel zum Studium nahm er weiterhin Gesangsunterricht und betätigte sich nach Auflösung seiner Band ausgestattet mit einem Keyboard bundesweit als Alleinunterhalter bei privaten und öffentlichen Veranstaltungen. 1993 schloss er das Studium der Germanistik und Geschichte mit dem 1. Staatsexamen ab. Von 1995 bis 1997 leistete er sein Referendariat an dem Städtischen Rurtalgymnasium in Düren und beendete dieses mit dem 2. Staatsexamen.
Mit seiner Fächerkombination fand Gülpers nach dem Examen keine Anstellung als Lehrer. Daraufhin begann er Nachhilfeunterricht zu geben und richtete eine Nachhilfeschule ein. Außerdem baute er eine Musikschule für Gitarren- und Klavierunterricht auf. Damit begann 1997 sein Berufsleben als Musiker, Nachhilfelehrer und Musiklehrer, später auch als Historiker, Kunsthistoriker und Museumsführer, Kunstsammler sowie Schriftsteller.
Im Jahr 1988 begann Gülpers ferner ein Studium der Kunstgeschichte an der RWTH Aachen. Nach seiner Magisterprüfung promovierte er im Jahr 2015 mit einer Dissertation über das Thema: Picasso : die Arbeit mit den Anderen.
Die in den Jugendjahren begonnene Sammlung von Kunstwerken aus den verschiedenen Epochen der Kunst hatte inzwischen einen beachtlichen Umfang angenommen. Zunächst sollte die Sammlung so aufgebaut sein, dass aus jeder Epoche beginnend mit der Antike ein oder zwei Arbeiten vertreten sein sollten. So ist die älteste Arbeit eine ägyptische Totenmaske von 1200 v. Chr. Aus dem Mittelalter sind mehrere bedeutende Werke im Bestand – unter anderem ein Werk von Lucas Cranach, dem Älteren. Die modernen Kunstrichtungen sind unter anderem vertreten mit Werken von Marc Chagall, Pablo Picasso, Josef Scharl, Karl Otto Götz und Joseph Beuys. Mit dem Beginn des 21. Jahrhunderts wurde die Sammlung aufgefüllt mit Werken von zeitgenössischen Künstlern aus dem weiteren regionalen Aachener Raum. Vertreten – teilweise mit mehreren Arbeiten – sind hier exemplarisch aufgeführt Ernst Wille, Hermann Josef Mispelbaum, Emil Sorge, Hartmut Ritzerfeld, Dieter Crumbiegel, Karl von Monschau, Sigrid von Lintig, Jupp Linssen, Tim Berresheim, Franz Buchholz, Klaus Endrikat, Wilhelm Schürmann, Alice Smeets, Günther Knipp, August von Brandis, Walter Dohmen und Dieter Call.
Durch Besuche der Auftritte des Rezitators Lutz Görner angeregt, wendet er sich zudem dem Schreiben von Lyrik zu. Er veröffentlicht eine Vielzahl von Gedichten, Kurzgeschichten und Romanen, die er in Lesungen vorstellt.
Gülpers ist geschieden und Vater zweier Töchter.

## Mitgliedschaften
- Mitglied und Stellvertretender Vorsitzender im Forum für Kunst und Kultur Herzogenrath in der Euregio e.V.[6]
- Mitglied und 1. Vorsitzender im Künstler-Forum für bildende Kunst Schloss Zweibrüggen Übach-Palenberg e.V.[7][8]

## Ausstellung
- 2017 Sammlung Josef Gülpers: Positionen zeitgenössischer Künstler aus dem Aachener Raum mit Katalog[9]

## Publikationen
- Lyrik und Prosa unserer Zeit, Anthologie, Neue Folge, Band 8, Fischer Verlag Aachen, 2008, ISBN 978-3-89514-838-5
- Lyrik und Prosa unserer Zeit, Anthologie, Neue Folge, Band 9, Fischer Verlag Aachen, 2009, ISBN 978-3-89514-909-2
- Gefangen, Roman, Vindobona Verlag Wien, 2012, ISBN 978385040178-4[10]
- Manchmal waren sie schwarz, Gedichte und Erzählungen, Hüsch & Hüsch GmbH Verlag Aachen, 2013, ISBN 978-3-934794-313
- Leonie und Zeus, Jugendroman, Hüsch & Hüsch GmbH Verlag Aachen, 2014, ISBN 978-3-934794-36-8
- Dann wurden sie noch schwärzer, Gedichte und Erzählungen, Hüsch & Hüsch GmbH Verlag Aachen, 2016, ISBN 978-3-934794-45-0
- Leonie – Die Suche nach dem Vater, Jugendroman, Aachen, 2019, ISBN 978-3-982084-10-7
- Sammlung Josef Gülpers, Aachen, Zeitgenössische Kunst aus Aachen und Umgebung, Katalog zur gleichnamigen Ausstellung in: Forum für Kunst und Kultur Herzogenrath e.V., 2017
- Picasso, Paraphrasen, Die Arbeit mit den Anderen, 3 Bände, Aachen, RWTH, Dissertation, 2015
- Jutta Melchers, Marco Rose: 52 Wochen, Menschen in der Euregio, ISBN 978-3-944135-35-9
- ... wo dein sanfter Flüger weilt, united p.c. Verlag, September 2020, ISBN 978-3-710347-46-7
- In meinem Weiß ist immer noch zu viel Schwarz ..., Gedichte und Gedankensplitter im Dialog mit Bildern Aachener Künstler, Hüsch & Hüsch GmbH Verlag Aachen, 2020, ISBN 978-3-934794-53-5
- Leonie – Auf großer Reise, Jugendroman, Hüsch & Hüsch GmbH Verlag Aachen, 2020, ISBN 978-3-9820841-1-4